# Heartbreak Warfare
"Heartbreak Warfare" é uma canção gravada pelo músico estadunidense John Mayer contida em seu quarto álbum de estúdio, Battle Studies. Foi lançada oficialmente como o segundo single do disco em 22 de janeiro de 2010, através da Columbia Records. Apesar do lançamento ter sido feito apenas em 2010, a faixa já havia sido apresentada ao público desde o ínicio de 2009, e disponibilizada para audição em alta qualidade desde o 19 de outubro anterior. Escrita por Mayer e produzida pelo mesmo em parceria com Steve Jordan, é uma faixa de andamento moderado derivada do rock e do blues-rock, cuja letra fala sobre decepções amorosas.
Logo após seu lançamento, "Heartbreak Warfare" obteve uma resposta favorável por parte da crítica especializada. Alguns críticos destacaram a versatilidade musical de Mayer, enquanto outros questionaram se a faixa não teria sido escrita para Jennifer Aniston, ex-namorada do músico. No campo comercial, o tema também obteve um desempenho satisfatório. Nos Estados Unidos, conseguiu atingir a 34ª colocação da Billboard Hot 100 e entrar em algumas tabelas específicas dos gênero pop, rock, adult contemporary e jazz. O desempenho comercial fez com que fosse contemplada com um disco de platina pela Recording Industry Association of America (RIAA), indicando vendagens superiores a 1 milhão de exemplares em território estadunidense. Além dos Estados Unidos, desempenhou-se nas tabelas de países como Japão, Canadá, Austrália (onde recebeu um disco de ouro), Nova Zelândia e Países Baixos.
Como parte da divulgação, Mayer realizou diversas apresentações ao vivo de "Heartbreak Warfare" na televisão e em concertos específicos, sendo a maioria deles parte da Battle Studies World Tour. Outra forma de divulgação do tema veio com o lançamento de um videoclipe filmado no formato de Realidade Aumentada, além de um outro videoclipe gravado durante uma performance ao vivo da faixa. No Brasil, a canção foi adicionada a trilha sonora internacional da telenovela Ti Ti Ti (2010).

## Antecedentes
Entre os dias 27 e 30 de março de 2009, Mayer realizou uma sequência de quatro apresentações ao vivo no cruzeiro marítimo Carnival Splendor, em um evento conhecido como Mayercraft Carrier 2. No primeiro dia de apresentação, o músico interpretou "Heartbreak Warfare" ao vivo pela primeira vez, para um público aproximado de 2.800 pessoas. Logo após a performance, diversos veículos de imprensa sugeriram que a canção teria sido composta para uma de suas ex-namoradas: A atriz Jennifer Aniston, famosa por sua atuação no seriado Friends. Mayer negou os boatos, afirmando que a letra jamais poderia ter sido escrita para a atriz, já que segundo ele a mesma "não seria capaz de fazer uma guerra de corações partidos", isto por ser para ele a pessoa "mais doce gentil" existente. Aniston mostrou-se surpresa com o fato, questionando se a letra poderia realmente ser sobre ela.
Logo após o Mayercraft Carrier 2, "Heartbreak Warfare" espalhou-se pela internet através de vídeos gravados pelo público que esteve no evento. Contudo, a versão de estúdio do tema só foi apresentada oficialmente em 19 de outubro do mesmo ano, quando Mayer lançou um videoclipe para ele que havia sido filmado com uma tecnologia conhecida como "realidade aumentada".

## Desempenho comercial

### Posições nas paradas musicais
| País – Parada musical (2009-10)                  | Melhor posição |
| ------------------------------------------------ | -------------- |
| Austrália – ARIA Singles Chart                   | 31             |
| Canadá – Canadian Hot 100                        | 62             |
| Coreia do Sul – Gaon International Singles Chart | 51             |
| Estados Unidos – Billboard Hot 100               | 34             |
| Estados Unidos – Billboard Rock Songs            | 39             |
| Estados Unidos – Billboard Smooth Jazz Songs     | 28             |
| Estados Unidos – Billboard Pop Songs             | 23             |
| Estados Unidos – Billboard Adult Pop Songs       | 3              |
| Estados Unidos – Billboard Adult Contemporary    | 11             |
| Estados Unidos – Billboard Digital Songs         | 41             |
| Estados Unidos – Billboard Radio Songs           | 42             |